# スティーヴン・スウィツァー
スティーヴン・スウィツァー（Stephen Switzer、1682年-1745年）は、18世紀イギリスのガーデンデザイナー、庭に関するライター。

## 概要
初期のイギリス式庭園を発掘した鼻祖。フランスの広範な展望と森の道などフォーマルで壮大さを賞賛しエミュレートされた園芸文化を「オーガストの設計は現代の英国のようにアウグストゥスのローマ、健康、ブレナム宮殿で例がある、"英貴族や紳士に君臨心のその偉大さを表す" [1]」とした。彼のランドスケープデザインの原則は「アレキサンダー教皇を平行で表したもの」で、主にジョセフ・アディソン、S・バーリントンへの手紙のやりとりによってエッセイ"自然な"ガーデニングに関する意見で表現。
スイッツァーは庭師としてハンプシャーでキャリアを開始して十分な初期訓練を受ける。その後ケンジントンにあるジョージ・ロンドンとヘンリー・ワイズらのブロンプトンの樹木園に移り、その後はハワード城、特に「荒野」（1706年から）、ヨークシャー・サイレンセスターパーク、グロスターシャー（約1713年から）や、オックスフォードシャー州ブレナム宮殿など、少なくともロンドンのデザインの実践面を助けたとされ[2]、スイッツァー自身もリンカンシャー・Grimsthorpe城庭園を設計している（1716年ごろ）。
1715年に『森、または農村ガーデニング―貴族、紳士、と庭師のレクリエーション作業(The Nobleman, Gentleman, and Gardener's Recreation)』を発表[3]。のちにさらに軽い2つのエッセイを改正拡大して『Ichnographia』（1718年）[4]『Ichnographiaルスティカ』（1741年から1742年）として加筆刊行されている。一文に「チューリップの花を愛でるよりも、緩やかにうねる急流や湿布、四方の丘や柳などの展望する風景を好むであろう」とあり、また「このような造園思想をある天才文筆に触発された」とあり、この文筆家はアレクサンダー・ホープだとされている。
彼はまた『実践的な農夫とプランター』（1733年）と『HydrostaticksとHydraulicks』（1729年）といった一般的なシステムの概要を発表した,
貴族の最初期の歴史にイギリスで園芸の進展のスケッチ、紳士と庭師のレクリエーション面が含まれ[5]トピアリーと「オランダの庭」に形式批判めいた言葉を導入し[6]、明らかに素朴で美しく魅力的な景色と詳細を、台所の園芸と畜産の「便利」と「収益性」の側面を統合する「観賞農場」で提示。
文学的ではない、実用面での庭での主なライバルとして、仮演習の側面をもった「自然主義」植栽体系におけるチャールズ・ブリッジマンがいた。

## 注意事項
1. ^ スウィツァー,貴族、紳士、と庭師のレクリエーション 1715：63、ジェームス・ターナー、「スティーヴン・スウィツァーと景観園芸史における政治的誤謬」、18世紀研究 11 0.4（サマー1978：489から496）で引用されたp.490,
2. ^ 今日のブレナムの風景はほぼ「ケイバビリティ」ランスロット・ブラウン作庭以前の景観の特徴をリメイク,
3. ^ そのフルタイトルは「田舎の生活のガーデニング、植栽、農業の紹介、および他のビジネスとプレジャー貴族、紳士または 、庭師のレクリエーション」
4. ^ 一,農村や豊富なガーデニングのさらなるアカウント 、デビッド・ジャック、「アートとイギリスのScribblerusクラブのセンス、1715から1735」によると、約1730書かれているように、そのテキストから表示され,庭の歴史 4 0.1に（春1976：30から53）PP 52注7,
5. ^ 「彼の貴族の彼の長い「ガーデニングの歴史」、紳士、と庭師のレクリエーション （1715）はイングリッシュガーデンライティングの総合的な歴史で初めての試みだったと-making」、ジャック・1976観察：119,
6. ^ 「オランダ庭園が何であるかを知っている」デビッド・ジャック,ガーデン歴史 30 0.2、オランダの影響（冬2002：114から130）,